# Cú Dung
Cú Dung chữ Hán phồn thể:句容市, chữ Hán giản thể: 句容市, Jùróng) là một thành phố cấp huyện thuộc địa cấp thị Trấn Giang, tỉnh Giang Tô, Cộng hòa Nhân dân Trung Hoa. Thành phố Cú Dung có diện tích 1387 ki-lô-mét vuông, dân số năm 2004 là 584.400 người. Thời nhà Đường, Cú Dung thuộc Nhuận Châu của Giang Nam Đông Đạo quản lý, thời nhà Minh thuộc phủ Ứng Thiên, thời nhà Thanh thuộc phủ Giang Ninh của tỉnh Giang Tô. Về mặt hành chính, thành phố này được chia thành 1 nhai đạo, 16 trấn.
- Trấn: Hoa Dương, Hoàng Mai, Hạ Thục, Bạch Thỏ, Mao Sơn, Hậu Bạch, Quách Trang, Cát Thôn, Thiên Vương, Nhị Thánh, Đại Trác, Bảo Hoa, Di Hạng, Hành Xuân, Xuân Thành, Biên Thành.